# Nimfa (keresztnév)
A Nimfa görög eredetű magyar női név, mely a mitológiai nimfák nevéből származik. Eredeti jelentése lány, menyasszony.

## Gyakorisága
Az 1990-es években szórványos név, a 2000-es években nem szerepel a 100 leggyakoribb női név között.

## Névnapok
- november 10.[2]